# Cyrtodactylus cryptus
Cyrtodactylus cryptus là một loài thằn lằn trong họ Gekkonidae. Loài này được Heidrich, Rösler, Thanh, Böhme & Ziegler mô tả khoa học đầu tiên năm 2007.